# Flotylla Flandria
Flotylla Flandria (niem. U-Bootflottille Flandern) – była formacją Cesarskiej Marynarki Wojennej utworzoną w celu koordynacji działań przeciw flotom państw sprzymierzonych na wodach terytorialnych Wielkiej Brytanii. Początkowo jednostka została utworzona jako jedna Flotylla, a następnie podzielona na dwie. 
Flotylla została utworzona w marcu 1915 roku w okupowanym przez Niemców belgijskim porcie Brugia. Jej dowódcą został mianowany Kapitänleutnant Karl Bartenbach. Operowała z portów Zeebrugge oraz Ostenda.
Pierwszymi okrętami włączonymi do jednostki były niewielkie okręty typu UB I oraz typu UB II. Nieco później do flotylli dołączono podwodne stawiacze min typu UC I. Okręty te w dużej części, były prefabrykowane w Niemczech i transportowane w częściach do Brugii, gdzie były składane i wodowane. 
Pierwszym okrętem, który rozpoczął służbę w jednostce był dowodzony przez Otto Steinbrincka SM UB-10. W ciągu następnych kilku miesięcy kolejne okręty były przydzielane do Flotylli. W październiku 1915 roku ich liczba wzrosła do 16. Były wśród nich: SM UB-4, SM UB-6, SM UB-13, SM UB-16, SM UB-17, SM UB-26, SM UB-27, SM UC-8, SM UC-9, SM UC-10, SM UC-11. W późniejszym okresie dołączyły do niej m.in.  SM UB-30, SM UB-31, SM UB-33, SM UB-35, SM UB-37, SM UB-38, SM UB-40.
W październiku 1917 roku Flotylla została podzielona na dwie pełne flotylle, których nadrzędnym dowódcą pozostał Karl Bartenbach.
- I U-Bootflottille Flandern pod dowództwem Walthera złożona była z 8 okrętów typu UB oraz 12 UC.

- II U-Bootflottille Flandern pod dowództwem Rohrbecka złożona była z 12 okrętów typu UB oraz 12 UC.

Od września 1918 roku kolejne okręty były wycofywane z portów Belgii do baz w Niemczech. Okręty, które przetrwały do czasu zawieszenia broni i rozejmu, zostały poddane w listopadzie 1918 roku Royal Navy w Harwich.